# Mohamed Kaci-Saïd
Pour les articles homonymes, voir Kaci et Saïd.
Mohamed Kaci-Saïd, né le 2 mai 1958 à Alger en Algérie, est un footballeur international algérien, qui évoluait au poste de milieu de terrain.
Il compte 46 sélections en équipe nationale entre 1980 et 1988.
Son frère cadet, Kamel Kaci-Saïd, est également footballeur international. Fils, Nader Kaci Saïd, et également footballeur au Mca "Mouloudia d'alger"

## Biographie
Avec l'équipe d'Algérie, il dispute 46 matchs, inscrivant deux buts, entre 1980 et 1988. Il figure notamment dans le groupe des 23 lors des CAN de 1984 et 1986. L'Algérie se classe troisième de la compétition en 1984.
Il dispute également avec l'Algérie la Coupe du monde 1986 organisée au Mexique. Lors du mondial, il joue trois matchs : contre l'Irlande du Nord, le Brésil et enfin l'Espagne.
En novembre 2011, Kaci-Saïd, qui possède une fille handicapée, ainsi que d'autres de ses coéquipiers en coupe du monde, demandent une enquête afin de déterminer si le handicap de leurs enfants avait un quelconque lien avec les médicaments mis à leur disposition par l'entraîneur soviétique de l'équipe d'Algérie de l'époque, Guennadi Rogov.

## Palmarès
RC Kouba
- Championnat d'Algérie (1) :
  - Champion : 1980-81.